# تکنو تریلر

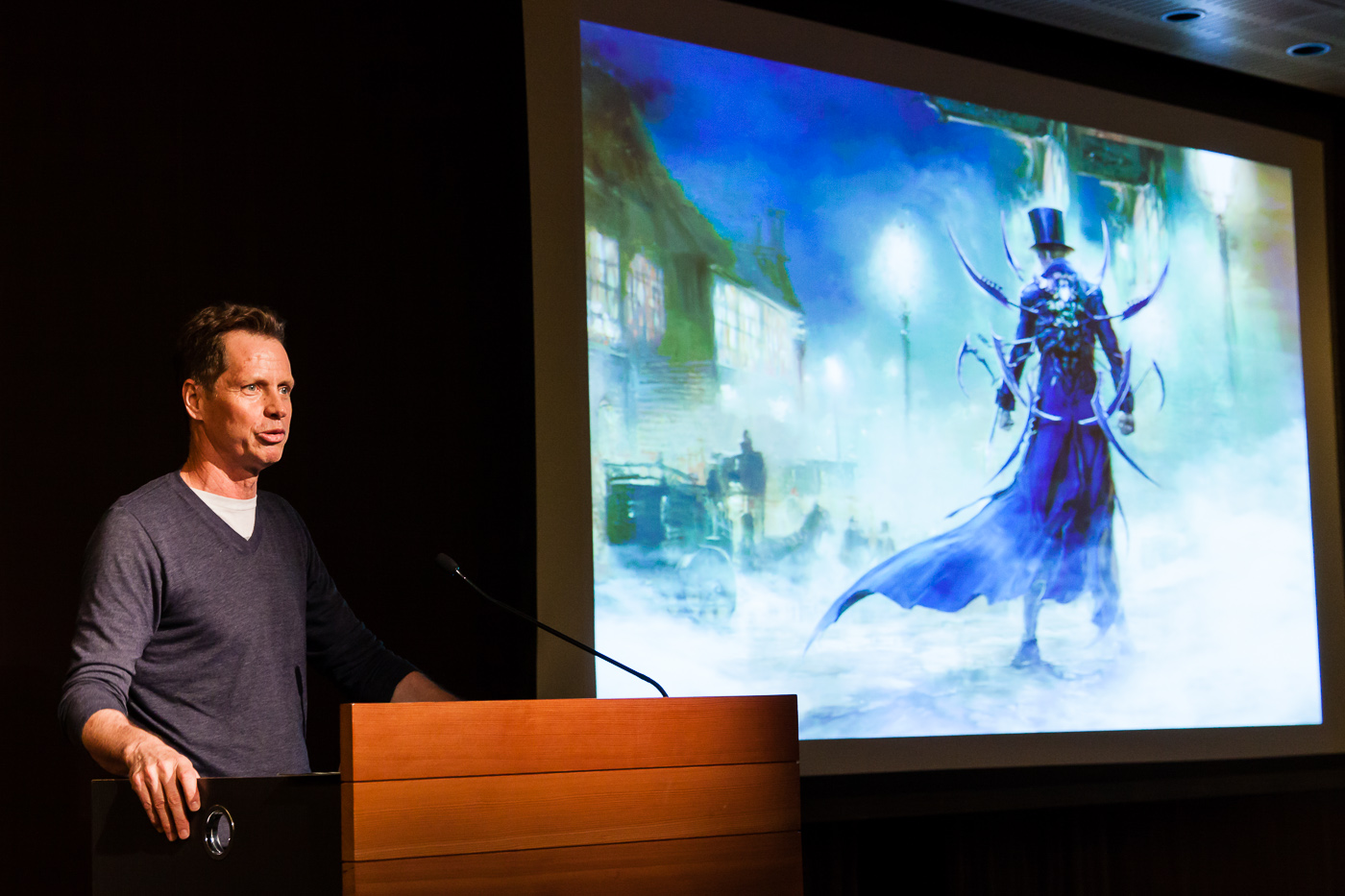
مایکل کرایتون

## تکنولوژی-ماجرایی
تکنو تریلر یک ژانر تلفیقی است که موضوعاتی از ژانرهای جاسوسی-علمی تخیلی به همراه مقداری موضوعات مرتبط یا غیر مرتبط از سایر ژانرها را وام گرفته‌است.

## دورن مایه
در بسیاری از موارد این ژانر با ژانر علمی تخیلی اشتباه گرفته می‌شود.در این ژانر معمولاً به یکی از فناوری‌های جدید و اثرات (گاه مخرب) آن در جریان داستان اشاره می‌شود.به علاوه برای افزودن تم ماجراجویانه و هیجان انگیز موضوعاتی نظیر جاسوسی-هنرهای رزمی و بازی‌های سیاسی معمولاً توسط نویسندگان این ژانر به داستان‌ها اضافه می‌شود.
ولی هدف اصلی نویسنده در این ژانر (بر خلاف ژانر علمی تخیلی) تعریف کردن یک داستان است نه صرفاً آشنا کردن خواننده با فناوری جدید.
داستان‌های این ژانر معمولاً اشاره به آینده‌ای نه چندان دور و حوادثی که ممکن است در اثر استفاده از یک فناوری خاص (مثلاً مهندسی ژنتیک) در آن سال‌ها رخ دهد اشاره دارند
در بسیاری از موارد تمییز این ژانر از زانر علمی تخیلی کاری بس دشوار است

## پیشگامان
مایکل کرایتون و تام کلنسی به عنوان پدران تکنو تریلرهای مدرن شناخته می‌شوند.
کتاب قضیه اندرومدا ی کرایتون و شکار اکتبر سرخ کلنسی به عنوان اولین آثار این ژانر شناخته می‌شوند.
البته پیش از این دو نیز تعدادی از نویسندگان در دهه 40 آثاری در این ژانر داشته اند

## تعدادی از مشهورترین نویسندگان این ژانر و آثارشان
- تام کلنسی
  - The Hunt for Red October — زیردریایی technology, جاسوسی
  - Red Storm Rising — a (conventional) third world war fought in Europe between NATO and پیمان ورشو forces, military technology
  - Rainbow Six — modern counter-terrorism operations
- Larry Bond
  - Red Phoenix — a specualitve military fiction novel about a Second Korean War, as told from the differing points of view of various American servicemen.
  - Vortex — a South African war that spreads to neighboring nations and ultimately involves Cuba and the United States.
  - Cauldron — a French and German led European Confederation go to war with the US, Great Britain and several Eastern European countries over the Polish, Czech and others refusal to join the European Confederation - satellite weapons, military aircraft and جنگ‌افزار هسته‌ای.
- Patrick Robinson
  - Nimitz Class — زیردریایی technology
  - Kilo Class — زیردریایی technology, یگان ویژه نیروی دریایی ایالات متحده آمریکا
  - H.M.S. Unseen
  - U.S.S. Seawolf — زیردریایی technology, جاسوسی, U.S. Navy SEALs
  - The Shark Mutiny
  - Barracuda 945
  - Scimitar SL-2 — زیردریایی technology, تروریسم
  - Hunter Killer
- Dale Brown
  - Flight of the Old Dog — لیزر technology
  - Day of the Cheetah — هواپیمای جنگنده technology, جاسوسی
  - The Tin Man — body armor technology
- دن براون
  - فرشتگان و شیاطین (رمان) — پادماده technology
  - نقطه فریب — about a discovery of a meteorite with proof of زیست فرازمینی, microbotics, weapons technologies
  - Digital Fortress — computer technologies
- Stephen Coonts
  - Flight of the Intruder
- Stel Pavlou
  - Decipher - nanotechnology, solar physics
  - Gene - genetic engineering
- Eric L. Harry
  - Arc Light — a third world war including a large-scale nuclear exchange and the limited use of chemical and biological weapons.
  - Invasion — a conventional Chinese invasion of the United States, infantry warfare.
- Philip Kerr
  - The Grid — معماری, smart-building technology, فنگ شویی
  - A Philosophical Investigation — speculative neuropathology, فلسفه, gender and criminal investigation
  - The Second Angel
- مایکل کرایتون
  - The Andromeda Strain — plague
  - Jurassic Park, The Lost World — تاگ‌سازی, دایناسورs
  - Prey — فناوری نانو
  - State of Fear — eco-terrorism
  - Timeline — مکانیک کوانتوم
  - Next (novel) — genetic research
- Douglas Preston and Lincoln Child
  -  The Relic 
  - The Ice Limit
  - Mount Dragon
  - Brimstone
  - Dance of Death
  - The Book of the Dead
- David Hagberg
- James Clancy Phelan
- Clive Cussler
- James H. Cobb
  - The Arctic Event
- Harold Coyle
- کلیب کار
  - Killing Time (set in mid-21st century)
- Ralph Peters
  - Red Army
  - The War in 2020
  - Dead Hand
- Leonard Crane
  - Ninth Day of Creation — زیست‌فناوری, جنگ بیولوژیک, تاشدگی پروتئین
- Matthew Reilly
  - Ice Station
  - Area 7
  - Scarecrow
- James Rollins
  - The Judas Strain
  - Black Order
  - Map of Bones
  - طوفان‌شن
  - Ice Hunt
  - جنگل آمازون
  - Deep Fathom
  - Excavation
  - Subterranean
- Jake Thoene
- Bill DeSmedt
  - Singularity